# South River (Newfoundland en Labrador)
South River is een gemeente (town) in de Canadese provincie Newfoundland en Labrador, in het zuidoosten van het eiland Newfoundland. 

## Geografie
De gemeente ligt aan Conception Bay in het zuidoosten van het schiereiland Bay de Verde. South River grenst in het westen aan Clarke's Beach en in het oosten aan Cupids.

## Demografie
Demografisch gezien kent South River, net zoals de meeste kleine dorpen op Newfoundland, de laatste decennia een dalende trend. Tussen 1991 en 2021 daalde de bevolkingsomvang van 786 naar 674. Dat komt neer op een daling van 112 inwoners (-14,2%) in dertig jaar tijd.
| Jaar | Aantal inwoners | Verschil |
| ---- | --------------- | -------- |
| 1991 | 786             | –        |
| 1996 | 761             | -3,2%    |
| 2001 | 709             | -6,8%    |
| 2006 | 649             | -8,5%    |
| 2011 | 655             | +0,9%    |
| 2016 | 647             | -1,2%    |
| 2021 | 674             | +4,2%    |